# Krysa floreská
Krysa floreská (Papagomys armandvillei) je hlodavec patřící do čeledi myšovití (Muridae). Je jediným žijícím druhem patřícím do rodu Papagomys. Jméno získal po nizozemském jezuitském misionáři Cornelisovi J. F. le Cocq d'Armandville. Vyskytuje se na indonéském ostrově Flores, zaznamenán zde byl v části Rutong. Hojně obývá primární, sekundární i narušené lesy ostrova. Na délku měří bez ocasu 41 až 45 cm, ocas potom dosahuje délky 33 až 70 cm, krysa tedy délkou těla dvakrát převyšuje běžného potkana.
Americký zoolog Guy Musser ji popisuje jako tvora s malýma kulatýma ušima, hustě osrstěným tělem a krátkým ocasem, pravděpodobně přizpůsobeného pro pozemní život. Srst je tmavá. Dle analýzy zubů se pravděpodobně živí listy, pupeny či ovocem, konzumuje také asi některé hmyzí druhy.
Mezinárodní svaz ochrany přírody považuje krysu floreskou za téměř ohrožený druh. Mezi nebezpečí patří lov a predace ze strany psů a koček. Příbuzný druh, krysa Verhoevenova (Papagomys theodorverhoeveni), již pravděpodobně vyhynul a je znám pouze ze subfosilních pozůstatků, ačkoli jeho možná existence není zcela vyloučena.